# Julian Reus
Julian Reus (Hanau, 29 aprile 1988) è un velocista tedesco.
Fino al 2024 è stato il primatista tedesco dei 100 metri piani con il tempo di 10"01, stabilito il 29 luglio 2016 a Mannheim. È inoltre l'attuale primatista tedesco dei 60 metri piani con il tempo di 6"52, specialità in cui è stato medaglia di bronzo agli Europei indoor di Praga 2015.
Con la staffetta 4×100 metri tedesca ha vinto due argenti ed un bronzo ai campionati europei tra il 2012 e il 2016.

## Record nazionali

### Seniores
- 60 metri piani indoor: 6"52 ( Lipsia, 27 febbraio 2016)

## Progressione

### 100 metri piani
| Stagione | Risultato | Luogo          | Data      | Rank. Mond. |
| -------- | --------- | -------------- | --------- | ----------- |
| 2017     | 10"10     | Erfurt         | 8-7-2017  | 51º         |
| 2016     | 10"01     | Mannheim       | 29-7-2016 | 27º         |
| 2015     | 10"09     | Norimberga     | 25-7-2015 | 57º         |
| 2014     | 10"05     | Ulma           | 26-7-2014 | 30º         |
| 2013     | 10"08     | Weinheim       | 2-8-2013  | 40º         |
| 2012     | 10"09     | Weinheim       | 27-7-2012 | 42º         |
| 2011     | 10"42     | Rio de Janeiro | 20-7-2011 |             |
| 2010     | 10"48     | Weinheim       | 22-5-2010 |             |
| 2009     | 10"68     | Ratisbona      | 7-6-2009  |             |
| 2008     | 10"57     | Weinheim       | 24-5-2008 |             |
| 2007     | 10"28     | Ulma           | 3-8-2007  | 125º        |
| 2006     | 10"44     | Ratisbona      | 17-6-2006 |             |
| 2005     | 10"69     | Mannheim       | 18-6-2005 |             |

## Palmarès
| Anno | Manifestazione  | Sede           | Evento      | Risultato  | Prestazione | Note                                     |
| ---- | --------------- | -------------- | ----------- | ---------- | ----------- | ---------------------------------------- |
| 2005 | Mondiali U18    | Marrakech      | 100 m piani | Semifinale | 10"89       |                                          |
| 2005 | Mondiali U18    | Marrakech      | 200 m piani | Batteria   | 21"94       |                                          |
| 2006 | Mondiali U20    | Pechino        | 100 m piani | Batteria   | 10"67       |                                          |
| 2006 | Mondiali U20    | Pechino        | 200 m piani | Semifinale | 21"30       |                                          |
| 2007 | Europei U20     | Hengelo        | 100 m piani | Oro        | 10"38       |                                          |
| 2007 | Europei U20     | Hengelo        | 200 m piani | Argento    | 20"87       | Miglior prestazione personale            |
| 2007 | Europei U20     | Hengelo        | 4×100 m     | Oro        | 39"81       |                                          |
| 2007 | Mondiali        | Osaka          | 4×100 m     | 6º         | 38"62       |                                          |
| 2012 | Europei         | Helsinki       | 100 m piani | Semifinale | 10"44       |                                          |
| 2012 | Europei         | Helsinki       | 4×100 m     | Argento    | 38"44       |                                          |
| 2012 | Giochi olimpici | Londra         | 4×100 m     | Batteria   | 38"37       |                                          |
| 2013 | Europei indoor  | Göteborg       | 60 m piani  | 6º         | 6"62        |                                          |
| 2013 | Mondiali        | Mosca          | 100 m piani | Batteria   | 10"27       |                                          |
| 2013 | Mondiali        | Mosca          | 4×100 m     | 4º         | 38"04       | Miglior prestazione personale stagionale |
| 2014 | World Relays    | Nassau         | 4×100 m     | 7º         | 38"69       |                                          |
| 2014 | World Relays    | Nassau         | 4×200 m     | Batteria   | dnf         |                                          |
| 2014 | Europei         | Zurigo         | 100 m piani | Semifinale | 10"35       |                                          |
| 2014 | Europei         | Zurigo         | 4×100 m     | Argento    | 38"09       | Miglior prestazione personale stagionale |
| 2015 | Europei indoor  | Praga          | 60 m piani  | Bronzo     | 6"60        | Miglior prestazione personale stagionale |
| 2015 | Mondiali        | Pechino        | 100 m piani | Semifinale | 10"28       |                                          |
| 2015 | Mondiali        | Pechino        | 200 m piani | Batteria   | 20"51       |                                          |
| 2015 | Mondiali        | Pechino        | 4×100 m     | 4º         | 38"15       | Miglior prestazione personale stagionale |
| 2016 | Europei         | Amsterdam      | 100 m piani | Semifinale | 10"22       |                                          |
| 2016 | Europei         | Amsterdam      | 200 m piani | Semifinale | 20"83       |                                          |
| 2016 | Europei         | Amsterdam      | 4×100 m     | Bronzo     | 38"47       |                                          |
| 2016 | Giochi olimpici | Rio de Janeiro | 100 m piani | Batteria   | 10"34       |                                          |
| 2016 | Giochi olimpici | Rio de Janeiro | 200 m piani | Batteria   | 20"39       | Miglior prestazione personale stagionale |
| 2016 | Giochi olimpici | Rio de Janeiro | 4×100 m     | Batteria   | 38"26       |                                          |
| 2017 | World Relays    | Nassau         | 4×100 m     | 10º        | 39"15       |                                          |
| 2017 | Mondiali        | Londra         | 100 m piani | Batteria   | 10"25       |                                          |
| 2017 | Mondiali        | Londra         | 4×100 m     | Batteria   | 38"66       |                                          |
| 2018 | Europei         | Berlino        | 100 m piani | Semifinale | 10"37       |                                          |
| 2018 | Europei         | Berlino        | 4×100 m     | Batteria   | dnf         |                                          |
| 2019 | World Relays    | Yokohama       | 4×100 m     | Batteria   | 38"91       |                                          |
| 2019 | Mondiali        | Doha           | 4×100 m     | Batteria   | 38"24       |                                          |
| 2021 | World Relays    | Chorzów        | 4×100 m     | Finale     | dnf         |                                          |
| 2021 | Giochi olimpici | Tokyo          | 4×100 m     | 5º         | 38"12       |                                          |

## Altre competizioni internazionali
2013
- Campionati europei a squadre di atletica leggera ( Gateshead)

2014
- Campionati europei a squadre di atletica leggera ( Braunschweig)

2017
- Campionati europei a squadre di atletica leggera ( Villeneuve-d'Ascq)